# Никифорово (Вельский район)
Никифорово — деревня в Вельском районе Архангельской области. Входит в состав Муниципального образования «Усть-Вельское».

## География
Деревня расположена в южной части Архангельской области, в таёжной зоне, в пределах северной части Русской равнины, в 15 километрах на юго-запад от города Вельска по автомобильной дороге регионального значения Коноша-Вельск-Шангалы, на левом берегу реки Пежма притока Ваги. Ближайшие населённые пункты: на северо-востоке деревня Скомовская, на юго-западе деревня Шелюбинская.
Часовой пояс
Никифорово, как и вся Архангельская область, находится в часовой зоне МСК (московское время). Смещение применяемого времени относительно UTC составляет +3:00.

## Население
| 2002 | 2010 | 2012 | 2014 |
| ---- | ---- | ---- | ---- |
| 222  | ↘205 | ↗271 | →271 |

## История
Указана в «Списке населённых мест по сведениям 1859 года» в составе Вельского уезда(2-го стана) Вологодской губернии под номером «2169» как «Никифоровское». Насчитывала 33 двора, 96 жителей мужского пола и 102 женского. Также указано, что в деревне есть одна православная церковь, волостное и сельское управления.
В материалах оценочно-статистического исследования земель Вельского уезда упомянуто, что в 1900 году в административном отношении деревня входила в состав Никифоровского сельского общества Никифоровской волости. На момент переписи в селении Никифоровское находилось 50 хозяйств, в которых проживало 156 жителей мужского пола и 148 женского.
В деревне было две церкви:
Церковь Рождества Пресвятой Богородицы — однокупольная кирпичная церковь с колокольней 1832-1850 годов постройки. В трапезной было два придела:  Никольский и Димитрие-Ростовский. Церковь была построена на средства главного бухгалтера Российско-Американской компании Платона Васильевича Боковикова.  В 1930-е была закрыта и разобрана на кирпич.
Церковь Илии Пророка Объект культурного наследия № 2900000937 —  деревянная, обшитая тёсом, церковь, перестроеная построена на средства крестьян Стефана Зензинова и Афанасия Куклина в 1882 году на месте более ранней церкви 1765-1770 годов постройки. Представляла собой восьмерик на четверике с пятигранным алтарем и небольшой трапезной. Здание завершалось грушевидным куполом важского типа. В советские годы была закрыта и пустовала. 19 июля 2016 года полностью сгорела.